# Alex Bolt
 Alex Bolt  (nacido el 5 de enero de 1993) es un tenista profesional australiano cuyo ranking de carrera es el n.º 164 del mundo en singles y el n.º 93 del mundo en dobles de la Asociación de Profesionales del Tenis (ATP). Los aspectos más destacados de la carrera de Bolt hasta ahora incluyen la aparición en los cuartos de final en los dobles masculinos del Australian Open de 2014, y también ganar el China International Challenger con su compañero Andrew Whittington. [1]

## Carrera
Su mejor ranking individual es el Nº 125 alcanzado el 4 de marzo de 2019, mientras que en dobles logró la posición 81 el 15 de enero de 2018.
Entre sus aficiones destaca la cocina, el grindr y es el presidente de un grupúsculo de veterinarios que hacen alusión a sus respectivos miembros y a un metal precioso, los integrandes del grupo y la forma de entrar se desconoce. Ha logrado hasta el momento 2 títulos de la categoría ATP Challenger Tour, siendo uno de ellos como individuales y el restante en dobles. También ha obtenido varios títulos Futures tanto en individuales como en dobles.

### 2014
Este año recibió una invitación para disputar el dobles del Abierto de Australia 2014, junto a su compatriota Andrew Whittington. Lo hicieron con gran suceso, sorprendiendo a todos. En primera ronda vencieron por 2-1 y retiro ante Julian Knowle y Vasek Pospisil. En segunda ronda, dieron el batacazo al derrotar a los terceros favoritos del torneo, la pareja española David Marrero y Fernando Verdasco por 7-6 y 6-3. En tercera ronda, volvieron a vencer a otra pareja española, esta vez a Pablo Carreño y Guillermo García López en tres apretados sets (6-7, 7-6, 7-5). Culminaron su gran actuación, cayendo derrotados en cuartos de final ante los octavos favoritos y experientes Daniel Nestor y Nenad Zimonjić.
En el mes de mayo ganó sus primeros título en la categoría ATP Challenger Tour. En el Challenger de Yunnan 2014 hizo doblete, ganando los títulos de individuales y de dobles. En la final de individuales derrotó al croata Nikola Mektić por 6-2 y 7-5 mientras que en la final de dobles, que la disputó con Andrew Whittington derrotaron a la pareja formada por el británico Daniel Cox y el chino Maoxin Gong.

## Títulos; 4 (3 + 1)
| Leyenda                     | Individuales | Dobles |
| --------------------------- | ------------ | ------ |
| Grand Slam                  | 0            | 0      |
| ATP World Tour Finals       | 0            | 0      |
| ATP World Tour Masters 1000 | 0            | 0      |
| ATP World Tour 500 Series   | 0            | 0      |
| ATP World Tour 250 Series   | 0            | 0      |
| ATP Challenger Series       | 3            | 1      |

### Individuales
| N.º | Fecha      | Torneo                     | Superficie | Oponentes en la final | Resultado     |
| --- | ---------- | -------------------------- | ---------- | --------------------- | ------------- |
| 1.  | 03.05.2014 | Challenger de An-Ning      | Dura       | Nikola Mektić         | 6-2, 7-5      |
| 2.  | 11.03.2018 | Challenger de Zhuhai       | Dura       | Hubert Hurkacz        | 5-7, 7-6, 6-2 |
| 3.  | 20.06.2021 | Challenger de Nottingham 2 | Hierba     | Kamil Majchrzak       | 4-6, 6-4, 6-3 |

### Dobles
| N.º | Fecha      | Torneo                   | Superficie    | Compañero          | Oponentes en la final           | Resultado         |
| --- | ---------- | ------------------------ | ------------- | ------------------ | ------------------------------- | ----------------- |
| 1.  | 02.05.2014 | Challenger de Yunnan     | Dura          | Andrew Whittington | Daniel Cox Maoxin Gong          | 6-4, 6-3          |
| 2.  | 08.10.2015 | Challenger de Canberra   | Tierra batida | Andrew Whittington | Brydan Klein Dane Propoggia     | 7-6(2), 6-3       |
| 3.  | 06.08.2017 | Challenger de Lexington  | Dura          | Max Purcell        | Tom Jomby Eric Quigley          | 7-5, 6-4          |
| 4.  | 29.10.2017 | Challenger de Traralgon  | Dura          | Bradley Mousley    | Evan King Nathan Pasha          | 6-4, 6-2          |
| 5.  | 5.11.2017  | Challenger de Canberra   | Dura          | Bradley Mousley    | Luke Saville Andrew Whittington | 6-63, 6-2         |
| 6.  | 11.02.2018 | Challenger de Launceston | Dura          | Bradley Mousley    | Sekou Bangoura Nathan Pasha     | 7-6(6), 6-0       |
| 7.  | 10.06.2023 | Challenger de Tyler      | Dura          | Andrew Harris      | Evan King Reese Stalder         | 6-1, 6-4          |
| 8.  | 9.09.2023  | Challenger de Shanghái   | Dura          | Andrew Harris      | Rigele Te Yunchaokete Bu        | 4-6, 6-3, [11-9]  |
| 9.  | 3.02.2024  | Challenger de Burnie     | Dura          | Luke Saville       | Tristan Schoolkate Adam Walton  | 5-7, 6-3, [12-10] |